# Selaginella petelotii
Selaginella petelotii är en mosslummerväxtart som beskrevs av Arthur Hugh Garfit Alston. Selaginella petelotii ingår i släktet mosslumrar, och familjen mosslummerväxter. Inga underarter finns listade i Catalogue of Life.